# Michael Louis Fitzgerald
Michael Louis Fitzgerald MAfr (Walsall, 17. kolovoza 1937.) britanski je kardinal Katoličke Crkve i stručnjak za kršćansko-muslimanske odnose. Za nadbiskupa je imenovan 2002. godine. Bio je apostolski nuncij u Egiptu i delegat u Arapskoj ligi. Vodio je Papinsko vijeće za međureligijski dijalog od 2002. do 2006. godine. Papa Franjo ga je 5. listopada 2019. uzdigao u naslov kardinala.
Fitzgerald je imenovan časnikom Reda Britanskog Carstva (OBE) u novogodišnjim počastima 2022. godine za usluge u međuvjerskim i međucrkvenim pitanjima.